# USB 현미경

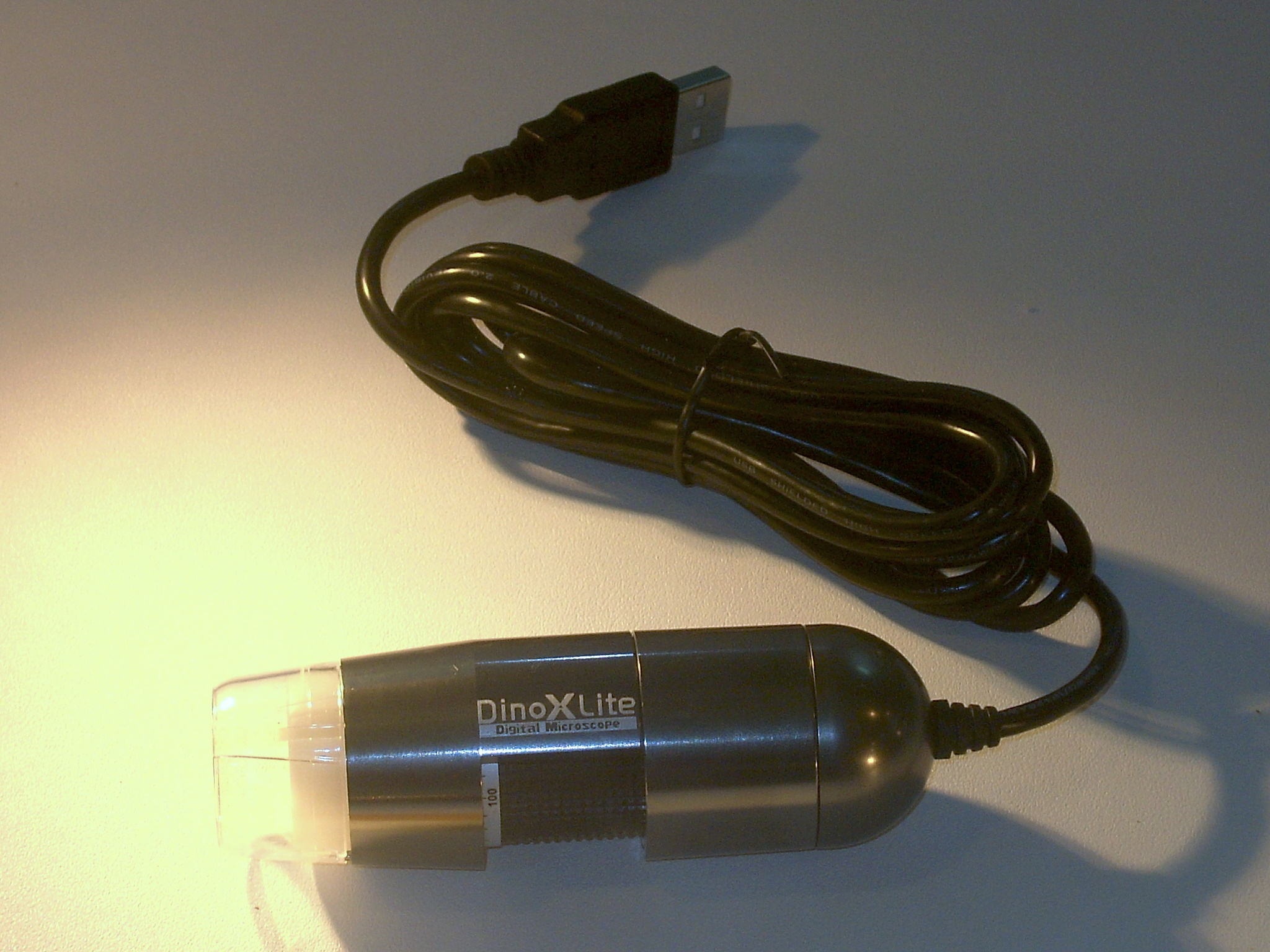

USB 현미경(USB microscope)은 컴퓨터의 USB 포트에 연결되는 저전력 디지털 현미경이다. 기본적으로 USB 모델과 동일한 현미경은 USB에 추가하거나 와이파이를 대신하여 다른 인터페이스와 함께 사용할 수도 있다. 가정이나 상업에서 사용하기 위해 저렴한 비용으로 널리 이용 가능하다. 비용은 수만 달러에서 수천 달러까지 다양하다. 본질적으로 USB 현미경은 고출력 매크로 렌즈가 장착된 웹캠이며 일반적으로 렌즈 주변에 내장된 LED 광원을 사용하여 투과광이 아닌 반사광을 사용한다. 카메라는 일반적으로 일반 주변 조명 이상의 추가 조명이 필요하지 않을 정도로 민감하다. 카메라는 접안렌즈 없이 컴퓨터의 USB 포트에 직접 연결되며 이미지는 컴퓨터 디스플레이에 직접 표시된다.
일반적으로 접안렌즈를 사용할 필요 없이 적당한 배율(약 1× ~ 200×)을 제공하며 비용은 기존 실체현미경보다 훨씬 저렴하다. 최종 이미지의 품질은 렌즈 및 센서 품질, 해상도(130만~5MP 이상), 작업자 기술, 조명 품질에 따라 달라진다. 정지 이미지와 비디오 모두 대부분의 시스템에서 녹화할 수 있다.